# Kemanggungan
Kemanggungan is een bestuurslaag in het regentschap Tegal van de provincie Midden-Java, Indonesië. Kemanggungan telt 1756 inwoners (volkstelling 2010).